# 合田豊
合田 豊（ごうだ ゆたか、1948年 - 2005年7月）は、日本の映画音楽選曲・演出家。

## 人物
日活を経て鈴木音楽事務所に参加し、音楽監督・プロデューサーである鈴木清司の下でテレビ作品を中心に選曲を手掛けた後、独立。主に2時間ドラマやテレビアニメなどの選曲家として活動していた。2005年7月、57歳にて死去。当時担当中だったテレビアニメ『ガラスの仮面』の選曲は、実娘の合田麻衣子が引き継ぐこととなった。

## 主な作品

### TVアニメ
- 忍者マン一平（NTV）
- キャッツ・アイ（NTV）
- スペースコブラ（CX）
- 科学救助隊テクノボイジャー（CX）
- ルパン三世 PARTIII（YTV）
- ゴッドマジンガー（NTV）
- 超時空世紀オーガス（MBS）
- 名探偵ホームズ（ANB）
- ロボタン（YTV）
- レディジョージィ（ABC）
- おねがい!サミアどん（NHK）
- Bugってハニー（NTV）
- それいけ!アンパンマン（NTV）
- おちゃめなふたご クレア学院物語（NTV）
- ルパン三世 バイバイ・リバティー・危機一発!（NTV）
- わたしとわたし ふたりのロッテ（NTV）
- レポーターブルース（NHK-BS） - 音楽監督（鈴木清司と共同）
- ちいさなおばけアッチ・コッチ・ソッチ（NTV）
- チエちゃん奮戦記 じゃりン子チエ（MBS）
- 三つ目がとおる（TX）
- コボちゃん（YTV）
- 魔法陣グルグル（ABC）
- ヤマトタケル（TBS）
- いじわるばあさん（CX）
- B'TX（TX）
- 最終兵器彼女（ファミリー劇場）
- ポポロクロイス（TX） - 音楽監督
- 無人惑星サヴァイヴ（NHK-ETV）
- モンキー・パンチ漫画活動大写真（WOWOW）
- パタパタ飛行船の冒険（WOWOW）
- ガラスの仮面（TX）

### TVドラマ
- ワンパク番外地（東京12チャンネル）
- めくらのお市（NTV）
- 大江戸捜査網シリーズ（東京12チャンネル→TX）
- 青春ド真中!（NTV）
- ゆうひが丘の総理大臣（NTV）
- 俺はおまわり君（NTV）
- 誇りの報酬（NTV）
- 銭形平次（NTV）
- 隠密・奥の細道（TX）
- ぼくが医者をやめた理由（TX）
- ザ・刑事（ANB）
- 本当にあった怖い話（ABC）
- 弁護士朝日岳之助シリーズ（NTV）
- 刑事・鬼貫八郎シリーズ（NTV）
- タクシードライバーの推理日誌シリーズ（TBS）
- お助け同心が行く!（TX）
- 湘南女子寮物語（ANB）
- パパは保母さん（TBS）
- 外科医柊又三郎（ANB）
- 事件・市民の判決（TX）
- おとり捜査官・北見志穂シリーズ（ANB）
- エステサロン白い肌殺人事件（ANB）
- 江戸ッ子探偵殺人案内（ANB）
- 松本清張スペシャル・中央流沙（NTV）

### 劇場映画
- 隠密同心 大江戸捜査網
- 金田一耕助の冒険
- ニッポン警視庁の恥といわれた二人 刑事珍道中
- スローなブギにしてくれ
- ルパン三世 バビロンの黄金伝説
- それいけ!アンパンマン キラキラ星の涙 - 鈴木清司と共同
- それいけ!アンパンマン ばいきんまんの逆襲 - 鈴木清司と共同
- 丹波哲郎の大霊界 死んだらどうなる - 音楽編集
- OL改造講座 - 音楽監督
- かいけつゾロリ - 音楽監督
- 新宿欲望探偵
- 機関車先生
- 極道三国志
- ドルフィン・スルー
- ガンドレス
- 極道血風録 無頼の紋章
- 名探偵コナン ベイカー街の亡霊 - 音楽協力

### ビデオ映画・アニメ
- がきデカ
- トップをねらえ!
- 難波金融伝 ミナミの帝王2 計画倒産
- サクラ大戦 桜華絢爛